# Großer Preis von Hamburg (Radsport)
Der Große Preis von Hamburg im Radsport war ein Wettbewerb im Bahnradsport, der in der deutschen Stadt Hamburg von 1897 bis 1908 veranstaltet wurde.

## Geschichte
Der Große Preis von Hamburg im Radsport wurde zum ersten Mal 1897 für Bahnsprinter über die Distanz von 1.200 Metern ausgefahren. Erster Sieger war der Deutsche Willy Arend. Schon die zweite Veranstaltung 1898 fand als Steherrennen statt. Bis zum letzten Rennen 1908 wechselten Steherrennen und Sprintturniere mehrfach. Austragungsort war die Grindelbergbahn, eine 1885 in Hamburg eröffnete Radrennbahn mit einer Länge von 500 Metern. Zur ersten Austragung steuerten viele Sponsoren nach einem Aufruf der Neuen Hamburger Zeitung ein Preisgeld von 6.000 Mark bei. Diese Summe lockte internationale Spitzenfahrer der damaligen Zeit wie Paul Bourillon und andere an.
Am 14. und 15. August 1897 fand die Premiere des Großen Preises vor rund 12.000 Zuschauern statt. Der Ausgang des Finales war umstritten. Bourillon und Arend lagen im Ziel so knapp beieinander, das es für beide Fürsprecher als Sieger gab. Der Zielrichter sprach Arend den Sieg zu. Im folgenden Jahr wurde der Große Preis als Steherrennen veranstaltet. Dabei hatten einige Teilnehmer Mehrsitzer als Schrittmacher eingesetzt. Der spätere Sieger Lura fuhr hinter Motorführung und hatte dabei mehrfach technische Probleme, die das Rennen verzögerten. Daraufhin kehrten die Veranstalter 1899 bis 1901 zum Bahnsprint zurück. Nachdem das Zuschauerinteresse nachgelassen hatte und mit der Radrennbahn an der Rothenbaumchaussee 1899 ein weiterer Konkurrent als Veranstalter auf der Bildfläche erschienen war, fand der Große Preis 1908 zum letzten Mal statt, nun bereits am Rothenbaum.

### Anmerkung
Unter dem Namen Großer Preis von Hamburg besteht auch ein Turnier im Pferdesport.

## Palmarès
| Jahr                        | Sieger                       | Zweiter         | Dritter                  |
| 1897                        | Sprint: Willy Arend          | Paul Bourillon  | Gaston Courbe d’Outrelon |
| 1898                        | Steherrennen: Lucien Lura    | Constant Huret  | Lucien Lesna             |
| 1899                        | Sprint: Anton Huber          | Franz Verheyen  | Bruno Büchner            |
| 1900                        | Sprint: Willy Arend          | Franz Seidl     | Franz Verheyen           |
| 1901                        | Sprint: Walter Rütt          | Henry Mayer     | Géréon-Paul Lambrechts   |
| 1902                        | Steherrennen: Thaddäus Robl  | Piet Dickentman | Rößler                   |
| 1903                        | Steherrennen: Émile Bouhours | Fritz Ryser     | Arthur Linton            |
| 1904                        | Steherrennen: Bruno Demke    | Axel Hansen     | Fritz Gulder             |
| 1905–1906 nicht ausgetragen |                              |                 |                          |
| 1907                        | Steherrennen: Fritz Theile   | Anton Huber     | Bruno Salzmann           |
| 1908                        | Steherrennen: Fritz Theile   | Fritz Ryser     | Bruno Demke              |